# Carl Perkins
Carl Lee Perkins (Ridgely, Tennessee; 9 de abril de 1932-Jackson, Tennessee; 19 de enero de 1998) fue un cantante estadounidense pionero del rockabilly, una mezcla de rhythm and blues y música country, que inició su carrera con Sun Records en Memphis al comienzo de los años 1950. Fue introducido en el Salón de la Fama del Rock and Roll y además ocupa el puesto 99 de los 100 Grandes Artistas de la revista Rolling Stone.

## Biografía
De origen humilde, su padre era un granjero arrendatario, Perkins se crio rodeado por la música góspel cantada por los afroamericanos en los campos del algodón. 
A la edad de siete años ya jugaba con una guitarra que su padre le hizo con una caja de cigarros y los alambres de embalaje. A los 13, ganó un concurso de nuevos talentos con una canción que él mismo escribió y que la llamó "Movie Magg". Diez años más tarde, Perkins llevaría esa misma canción, renombrada como Sam Phillips, a Sun Records.

### Comienzos
Sus comienzos fueron trabajando en salones de baile country de su pueblo, acompañado por sus hermanos Jay con la guitarra rítmica y Clayton al bajo. De este modo terminaría también su carrera.

### "Blue Suede Shoes"
En 1955, un desesperadamente pobre y luchador Perkins, escribió la canción "Blue Suede Shoes" sobre un viejo saco de patatas. Con Sam Phillips como productor, el disco sería un éxito clamoroso. En los Estados Unidos, alcanzó el número 1 en la Billboard magazine en su sección de música country, el 4 en la sección de música Pop y el 3 en la de rhythm and blues. En el Reino Unido, se convirtió en un éxito de los Top Ten. Fue el primer disco de un artista de la casa Sun que alcanzó un millón de copias. Dicho tema sería interpretado posteriormente en 1956 por Elvis Presley con un estilo country más marcado, colocándolo nuevamente como un éxito.

### Accidente
En el momento en que Perkins y Blue Suede Shoes  veían la cima del éxito a nivel nacional, este sufrió un grave accidente de coche. Ocurrió el 21 de marzo de 1956 cuando viajaba junto a su grupo a participar en un programa de televisión de Ed Sullivan que servía de trampolín a muchos artistas. En el accidente, ocurrido en Wilmington, fallecieron su hermano Jay y su manager. Perkins sufrió una fractura de cráneo que lo mantuvo fuera de la música todo un año. Durante su convalecencia, Perkins sólo pudo ver como su amigo, Elvis Presley, obtenía un enorme éxito cantando su misma canción.

### La versión
Intencionadamente o no, la versión de Elvis robó el éxito inicial de Perkins, y él nunca alcanzó otro nuevo éxito, incluso después de su marcha a Columbia Records en 1958. Casi a la par Eddie Cochran, grabó una versión de Blue suede shoes a su estilo, más apegada al estilo country de Elvis Presley, pero con el estilo llamado Sonido Cochran.

### Sus canciones versionadas
Sin embargo, sus canciones fueron escuchadas por el público, en la interpretación de otros grupos, como la banda británica The Beatles, que grabaron los temas "Matchbox", "Honey Don't" y "Everybody's Trying To Be My Baby". 
En 1968, Johnny Cash alcanzó, con la canción escrita por Perkins "Daddy Sang Bass", el número 1 en las listas de música country. Perkins pasaría una década de giras con los Cash. También realizaría giras con sus hijos Stan y Greg.
En 1982, Perkins colaboró en el álbum de Paul McCartney Tug Of War, haciendo dúo con el ex Beatle en la canción "Get It".

### El Resurgir
Con el resurgir del rockabilly en los años 80 la estrella de Perkins volvió a brillar de nuevo. En 1985, Perkins regrabó su "Blue suede shoes" acompañado de dos miembros de los Stray Cats, como parte de la banda de música para la película  Porky's Revenge. 
Al año siguiente, George Harrison, Eric Clapton, Ringo Starr, Rosanne Cash y Dave Edmunds aparecieron con él en un especial para la televisión grabado en Londres, titulado Carl Perkins and Friends: A Rockabilly Session (Carl Perkins y amigos: Una Sesión de Rockabilly).

### Su retorno
También en 1986, volvió a los estudios de Sun Records en Memphis, junto a Johnny Cash, Jerry Lee Lewis y Roy Orbison en el álbum Class of '55. El disco era un tributo a sus años en esa discográfica y, específicamente, al grupo Million Dollar Quartet formado por Perkins, Presley, Jerry Lee Lewis y Johnny Cash que realizaron sesiones improvisadas, hoy ya clásicas, que fueron grabadas el 4 de diciembre de 1956.

### Sus reconocimientos
En 1985 lo incluyeron en la Nashville Songwriters Hall of Fame y en 1987, el reconocimiento de su contribución a la música le vino al incluirle en el Rock and Roll Hall of Fame, un museo dedicado a los artistas más influyentes del rock and roll. Su "Blue Suede Shoes" fue elegido como una de las 500 canciones más famosas del rock and roll y se le concedió un Grammy especial a su relevancia histórica.

### Su último álbum
Su último álbum, Go Cat Go!, fue lanzado en 1996 y en el mismo colaboraron muchos de los artistas ya nombrados junto a otros nuevos como Paul Simon, John Fogerty, Tom Petty y Bono.

### Muerte
Perkins murió a la edad de 65 años a causa de un cáncer de garganta después de sufrir varios ataques. Además tenía un gran problema con el alcohol. Fue enterrado en el cementerio de Ridgecrest en Jackson.

## Discografía
| Año                                                | Sencillo                        | Posición | Posición   | Posición | Posición |
| Año                                                | Sencillo                        | US       | US Country | US R&B   | UK       |
| -------------------------------------------------- | ------------------------------- | -------- | ---------- | -------- | -------- |
| 1955                                               | "Movie Magg"                    | —        | —          | —        | —        |
| 1955                                               | "Gone Gone Gone"                | —        | —          | —        | —        |
| 1956                                               | "Blue Suede Shoes"              | 2        | 1          | 2        | 10       |
| 1956                                               | "Tennessee"                     | —        | —          | —        | —        |
| 1956                                               | "Boppin' The Blues"             | 70       | 7          | —        | —        |
| 1956                                               | "Dixie Fried"                   | —        | 10         | —        | —        |
| 1957                                               | "Your True Love"                | 67       | 13         | —        | —        |
| 1957                                               | "That's Right"                  | —        | —          | —        | —        |
| 1958                                               | "Glad All Over"                 | —        | —          | —        | —        |
| 1958                                               | "That's All Right"              | —        | —          | —        | —        |
| 1958                                               | "Pink Pedal Pushers"            | 91       | 17         | —        | —        |
| 1958                                               | "Pop, Let Me Have The Car"      | —        | —          | —        | —        |
| 1958                                               | "Y-O-U"                         | —        | —          | —        | —        |
| 1959                                               | "Pointed Toe Shoes"             | 93       | —          | —        | —        |
| 1959                                               | "One Ticket To Loneliness"      | —        | —          | —        | —        |
| 1960                                               | "L-O-V-E-V-I-L-L-E"             | —        | —          | —        | —        |
| 1960                                               | "Honey 'Cause I Love You"       | —        | —          | —        | —        |
| 1961                                               | "Anyway The Wind Blows"         | —        | —          | —        | —        |
| 1962                                               | "Hollywood City"                | —        | —          | —        | —        |
| 1962                                               | "Sister Twister"                | —        | —          | —        | —        |
| 1963                                               | "I've Just Got Back From There" | —        | —          | —        | —        |
| 1963                                               | "Help Me Find My Baby"          | —        | —          | —        | —        |
| 1964                                               | "After Sundown"                 | —        | —          | —        | —        |
| 1964                                               | "Let My Baby Be"                | —        | —          | —        | —        |
| 1966                                               | "Country Boy's Dream"           | —        | 22         | —        | —        |
| 1967                                               | "Shine, Shine, Shine"           | —        | 40         | —        | —        |
| 1969                                               | "Restless"                      | —        | 20         | —        | —        |
| 1971                                               | "Me Without You"                | —        | 65         | —        | —        |
| 1971                                               | "Cotton Top"                    | —        | 53         | —        | —        |
| 1972                                               | "High on Love"                  | —        | 60         | —        | —        |
| 1973                                               | "Dixie Fried ('73 version)"     | —        | 61         | —        | —        |
| 1986                                               | "Birth Of Rock 'n' Roll"        | —        | 31         | —        | —        |
| 1987                                               | "Class of '55"                  | —        | 83         | —        | —        |
| "—" significa que no entró en las listas de éxitos |                                 |          |            |          |          |